# Rosie Huntington-Whiteley
Rosie Alice Huntington-Whiteley, née le 18 avril 1987 à Plymouth (Royaume-Uni), est une mannequin et actrice britannique.

## Biographie

### Enfance
Son père, Charles, est géomètre-expert, et sa mère, Fiona, est professeur de fitness. Elle a étudié au Tavistock College.
Rosie Huntington-Whiteley est une lointaine parente de la reine Victoria[réf. nécessaire]. Elle passe son enfance dans une ferme du Devon.

### Mannequinat
Rosie Huntington-Whiteley débute dans le mannequinat à New York en 2004. Elle défile alors pour Nicole Miller et Vivienne Tam (en) et pose pour les campagnes publicitaires de Tommy Hilfiger et Abercrombie & Fitch.
En février 2005, elle défile pour DSquared2, Moschino, Kenzo, Just Cavalli et Valentino.
En 2006, elle pose et défile pour la marque de lingerie américaine Victoria's Secret.
En 2008, Huntington-Whiteley pose pour la campagne Automne/Hiver de Burberry avec l'acteur Sam Riley.
En 2009, elle tourne dans la publicité Love me tender... or else pour la marque de lingerie Agent Provocateur. Elle prête également son image pour le chocolatier Godiva ou encore pour la marque Miss Sixty.
La même année, elle est nommée Mannequin de l'année aux Elle Style Awards.
En 2010, Rosie rejoint les anges de Victoria's Secret. La même année, elle devient le visage des marques Thomas Wylde et Loewe, et figure dans le fameux calendrier Pirelli avec, entre autres, Ana Beatriz Barros.

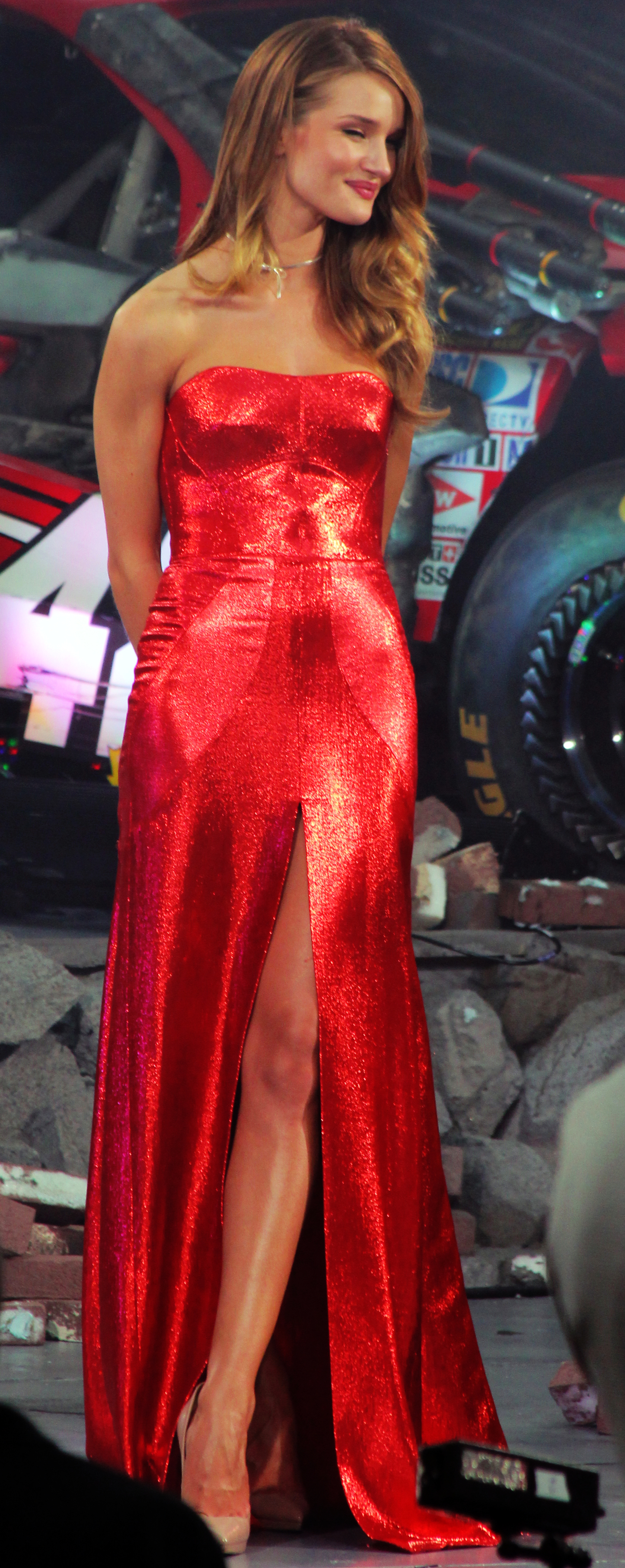
Rosie Huntington-Whiteley en 2011.

En 2011, Rosie est élue première dans le top 100 « Hot 100 list » du magazine Maxim. Elle est également nommée « plus belle femme du monde » par le magazine FHM aux États-Unis. Elle devient ensuite le nouveau visage du parfum « Burberry Body ».
En 2012, elle devient l'égérie de la campagne publicitaire des magasins Marks & Spencer et pose aux côtés de l'acteur canadien Ryan Reynolds.
Par la suite, elle collabore avec la maison britannique en lançant une ligne de sous-vêtements. La même année, elle obtient également le Elle Style Awards de l'icône mode de l’année et défile pour la marque Animale.
Au cours de sa carrière, Rosie Huntington-Whiteley a fait la couverture de nombreux magazines dont : Vogue, GQ, LOVE (en), Harper's Bazaar, Complex, Elle, Maxim, FHM, L'Officiel et Glamour.

### Cinéma
En juin 2010, le réalisateur Michael Bay engage Rosie pour le troisième volet de la série Transformers produit par Steven Spielberg, elle succède ainsi à Megan Fox. Auparavant, Michael Bay l'avait déjà dirigée à l'occasion d'une publicité pour Victoria's Secret intitulée « A Thousand Fantasies ». Le film sur les robots marquera son entrée dans le monde du cinéma. 
Enfin, pour sa dernière apparition au cinéma, elle incarne l'une des « gestatrices » dans le film Mad Max: Fury Road de George Miller en 2015.

## Vie privée
En 2007, Rosie fréquente le fils cadet de Ron Wood, Tyrone Wood.
En 2009, elle a une relation avec l'acteur français Olivier Martinez.
Depuis 2010, elle est en couple avec l'acteur Jason Statham. En janvier 2016, ils annoncent leurs fiançailles après six ans de vie commune. En février 2017, elle révèle sa première grossesse via un cliché posté sur les réseaux sociaux. Le 24 juin 2017, elle donne naissance à un garçon nommé Jack Oscar Statham. En août 2021, elle révèle attendre son deuxième enfant via un cliché posté sur Instagram. Le 2 février 2022, elle donne naissance à une fille nommée Isabella James Statham.

## Filmographie

### Cinéma
- 2011 : Transformers 3 de Michael Bay : Carly Spencer
- 2015 : Mad Max: Fury Road de George Miller : Splendid Angharad

### Voix françaises
En France, Charlotte Correa a doublé Rosie Huntington-Whiteley dans Transformers 3 et Daniela Labbé-Cabrera l'a doublée dans Mad Max: Fury Road.
Au Québec, Ariane-Li Simard-Côté l'a doublée dans les deux films.